# Trichosanthes azurea
Trichosanthes azurea är en gurkväxtart som beskrevs av Chong Keat Lim och Theseira. Trichosanthes azurea ingår i släktet Trichosanthes och familjen gurkväxter. Utöver nominatformen finns också underarten T. a. merahputih.